# چوناو
چوناو یک روستا در شهرستان هساولاو در ناحیه مییتکینا در ایالت کاچین در شمال شرقی برمه است. چوناو (کلمه هندی) به عنوان انتخابات و نام سایت انتخاباتی مانند chunaw.com شناخته می‌شود